# Brookfield (Nowy Jork)
Brookfield – miasto w Stanach Zjednoczonych, w stanie Nowy Jork, w hrabstwie Madison.